# Марецьке
Марецьке (пол. Mareckie) — село в Польщі, у гміні Граєво Ґраєвського повіту Підляського воєводства.
Населення — 92 особи (2011).
У 1975-1998 роках село належало до Ломжинського воєводства.

## Демографія
Демографічна структура станом на 31 березня 2011 року:
|          | Загалом | Допрацездатний вік | Працездатний вік | Постпрацездатний вік |
| -------- | ------- | ------------------ | ---------------- | -------------------- |
| Чоловіки | 53      | 13                 | 34               | 6                    |
| Жінки    | 39      | 10                 | 25               | 4                    |
| Разом    | 92      | 23                 | 59               | 10                   |